# Монсон-Сентер (Массачусетс)
Монсон-Сентер (англ. Monson Center) — переписна місцевість (CDP) в США, в окрузі Гемпден штату Массачусетс. Населення — 1952 особи (2020).

## Географія
Монсон-Сентер розташований за координатами 42°5′53″ пн. ш. 72°17′45″ зх. д. / 42.09806° пн. ш. 72.29583° зх. д. (42.098018, -72.295948).  За даними Бюро перепису населення США в 2010 році переписна місцевість мала площу 8,72 км², з яких 8,69 км² — суходіл та 0,03 км² — водойми.

## Демографія
Згідно з переписом 2010 року, у переписній місцевості мешкало 2107 осіб у 881 домогосподарстві у складі 515 родин. Густота населення становила 242 особи/км².  Було 935 помешкань (107/км²).
Расовий склад населення:
| - 96,3 % — білих - 0,8 % — азіатів - 0,6 % — чорних або афроамериканців - 0,3 % — корінних американців |

До двох чи більше рас належало 1,9 %. Частка іспаномовних становила 2,0 % від усіх жителів.
За віковим діапазоном населення розподілялося таким чином: 23,8 % — особи молодші 18 років, 63,1 % — особи у віці 18—64 років, 13,1 % — особи у віці 65 років та старші. Медіана віку мешканця становила 39,4 року. На 100 осіб жіночої статі у переписній місцевості припадало 89,0 чоловіків;  на 100 жінок у віці від 18 років та старших — 87,5 чоловіків також старших 18 років.
Середній дохід на одне домашнє господарство  становив 57 549 доларів США (медіана — 50 491), а середній дохід на одну сім'ю — 66 027 доларів (медіана — 53 578). Медіана доходів становила 54 318 доларів для чоловіків та 33 036 доларів для жінок. За межею бідності перебувало 12,4 % осіб, у тому числі 7,9 % дітей у віці до 18 років та 9,9 % осіб у віці 65 років та старших.
Цивільне працевлаштоване населення становило 858 осіб. Основні галузі зайнятості: освіта, охорона здоров'я та соціальна допомога — 28,2 %, виробництво — 15,0 %, роздрібна торгівля — 14,1 %.